# Imagine Dragons (EP)
«Imagine Dragons» es el primer Extended play del grupo de rock estadounidense Imagine Dragons, lanzado de forma independiente el 1 de septiembre de 2009 en los Estados Unidos. Todas las canciones fueron escritas y producidas por la agrupación, y grabadas y mezcladas en “Battle Born Studios” por el ingeniero de audio Robert Root.
«Cover Up» fue el único de todos los temas que sería regrabado, masterizado e incluido en las versiones «Deluxe» del álbum debut de la agrupación, «Night Visions».
«Imagine Dragons» fue reeditado y relanzado el 15 de octubre de 2021 por medio de KIDinaKORNER e Interscope Records, e incluyó un tema inédito: «Hole Inside Our Chests».

## Publicación
El 26 de junio de 2009, la banda lanzó la primera canción «Uptight» en MySpace. El 24 de julio, lanzaron dos canciones más, «Cover Up» y «I Need A Minute»; esta última fue estrenada en la CMJ Radio 200. Finalmente, el EP fue publicado en formado CD el 24 de agosto de 2009. 

## Portada
La carátula del álbum es un autoestereograma que presenta un dragón mirando hacia la derecha.

## Aparición en medios
- «I Need A Minute» apareció en The Real World: San Diego de MTV.[5]
- «Cover Up» fue incluida en comerciales para el Real Salt Lake de la MLS, además de aparecer en el programa de música indie de BYUtv, AUDIO-FILES.[6]

## Recepción

### Crítica
Jason Bracelin, escribiendo para el periódico Las Vegas Review Journal, describió el EP, declarando: «Al tomar el nuevo EP de este grupo, tienes la sensación de que probablemente podrían convertir la recitación de los ingredientes en una botella de Prell en un himno de armas en el aire. Con líneas de sintetizador de gran tamaño, sonando, guitarras perpetuamente en cresta y ritmos masivos sincopados y salpicaduras de platillos, Imagine Dragons no piensa en creer que más grande siempre es mejor ... solo será cuestión de tiempo antes de que una canción como «Curse» está en toda la radio".

## Lista de canciones
| Imagine Dragons EP: Edición Estándar |                   |          |  |
| N.º                                  | Título            | Duración |  |
| 1.                                   | «I Need A Minute» | 3:27     |  |
| 2.                                   | «Uptight»         | 3:43     |  |
| 3.                                   | «Cover Up»        | 4:18     |  |
| 4.                                   | «Curse»           | 3:45     |  |
| 5.                                   | «Drive»           | 4:32     |  |
| 19:27                                |                   |          |  |

| Imagine Dragons EP: Reedición de 2021 |                          |               |          |  |
| N.º                                   | Título                   | Productor(es) | Duración |  |
| 6.                                    | «Hole Inside Our Chests» |               | 2:38     |  |
| 22:05                                 |                          |               |          |  |

## Créditos
Adaptados del lanzamiento original de «Imagine Dragons EP». Todas las canciones son interpretadas por Imagine Dragons.
I Need A Minute
- Escrito por Dan Reynolds, Wayne Sermon, Ben McKee, Andrew Tolman y Brittany Tolman.
- Producido por Imagine Dragons.
- Grabado y mezclado por Robert Root en “Battle Born Studios” (Las Vegas, Nevada).

Uptight
- Escrito por Dan Reynolds, Wayne Sermon, Ben McKee, Andrew Tolman y Brittany Tolman.
- Producido por Imagine Dragons.
- Grabado y mezclado por Robert Root en “Battle Born Studios” (Las Vegas, Nevada).

Cover Up
- Escrito por Dan Reynolds, Wayne Sermon y Ben McKee.
- Producido por Imagine Dragons.
- Grabado y mezclado por Robert Root en “Battle Born Studio”.

Curse
- Escrito por Dan Reynolds, Wayne Sermon, Ben McKee, Andrew Tolman y Brittany Tolman.
- Producido por Imagine Dragons.
- Grabado y mezclado por Robert Root en “Battle Born Studios” (Las Vegas, Nevada).

Drive
- Escrito por Dan Reynolds, Wayne Sermon, Ben McKee, Andrew Tolman y Brittany Tolman.
- Producido por Imagine Dragons.
- Grabado y mezclado por Robert Root en “Battle Born Studios” (Las Vegas, Nevada).

Imagine Dragons EP: Reedición de 2021
Hole Inside Our Chests
- Escrito por Dan Reynolds, Wayne Sermon, Ben McKee, Andrew Tolman y Brittany Tolman.
- Producido por Imagine Dragons.

Imagine Dragons
- Dan Reynolds: Voz (en todas las canciones).
- Wayne Sermon: Guitarra (en todas las canciones).
- Ben McKee: Bajo (en todas las canciones).
- Andrew Tolman: Batería (en todas las canciones).
- Brittany Tolman: Voz y Teclados (en todas las canciones).